# Campimoptilum
Campimoptilum is een geslacht van vlinders van de familie van de Nachtpauwogen (Saturniidae). De wetenschappelijke naam van het geslacht is voor het eerst gepubliceerd in 1896 door Ferdinand Karsch.
De soorten van dit geslacht komen voor in het Afrotropisch gebied.

## Soorten
- C. arabica (Rougeot, 1977)
- C. boulardi (Rougeot, 1974)
- C. kuntzei (Dewitz, 1881)
- C. oriens (Hampson, 1909)
- C. pareensis Darge, 2008
- C. simukondai Darge, 2012
- C. smithii (Holland, 1892)
- C. sparsum Darge, 2008